# Tony Mefe
Guy Marc Tony Mefe est un manager d'artiste, administrateur de projet culturel et auteur camerounais. 

## Présentation
Il est actif dans le domaine des arts de la scène en tant que directeur de l'association scène d'ébène. Il a lancé et coordonne le projet escale bantoo, dont l'objectif est de promouvoir la présence des musiques d'Afrique centrale sur la scène internationale. Tony Mefe est une personnalité du secteur des arts de la scène en Afrique.

## Formation et carrière professionnelle
Autodidacte, Tony Mefe s'est formé à la gestion et à l'administration des projets culturels à travers des stages de formation dans des institutions culturelles africaines telles que l'espace linga téré de Bangui (1999-2002) et des institutions européennes comme le ministère français de la Culture (2012) et l'Organisation internationale de la Francophonie (2014).

## Publications
Auteur de plusieurs ouvrages:
- Le guide du Manager en carrière artistique en Afrique (2003)[4].
- Le Guide du Droit d'auteur et des droits voisins (2005)[5].
- Le Guide du producteur de création théâtrale et chorégraphique en Afrique (2010)[6].
- il aide à réaliser la revue Cameroun : la culture sacrifiée avec Patrice Nganang[7].

## Pièces de théâtre
- Le Bal des loups Cannibales, mis en scène au Bénin par Kocou Yemadjé [8].

- L'ecole de l'arbitraire, mis en scène par Landry Nguetsa[9].

## Contributions et participations
Tony Mefe a été membre du jury  et ambassadeur à des évènements internationaux majeurs :
- le Marché des Arts du Spectacle d'Abidjan (MASA) de 2015 à 2020[10].
- les Jeux de la Francophonie en 2017[11].
- Visa For Music, le Salon international des musiques d'Afrique et du Moyen-Orient à Rabat au Maroc depuis 2017[12].

- Think tank sur le Droit d'Auteur à Rabat, Maroc, en mai 2023.
- Le sommet France-Afrique à Montpellier, France en 2021.
- La réunion de concertation sur l'évolution et les nouvelles orientations du Programme de circulation des artistes de l'Organisation internationale de la Francophonie à Marrakech, Maroc, en 2012.
- Le 5e Colloque International Chantier Sud Nord à Biarritz, France, en 2011.
- Le colloque sur le cinquantenaire des indépendances africaines aux Francophonies en Limousin, France en 2010.

## Organisation d'événements
En tant qu'opérateur événementiel:
- Coordonnateur Général du Salon de l'Escale Bantoo depuis 2017.
- Opérateur délégué pour l'organisation de la première Rencontre des industries culturelles et créatives d'Afrique francophone à Yaoundé en 2008.
- Administrateur du Festival Gabao à Libreville de 2005 à 2010[13].
- Responsable des Scènes Off du Marché des Arts du Spectacle d'Abidjan (MASA)[14].